# Jaś i Małgosia (tramwaj)

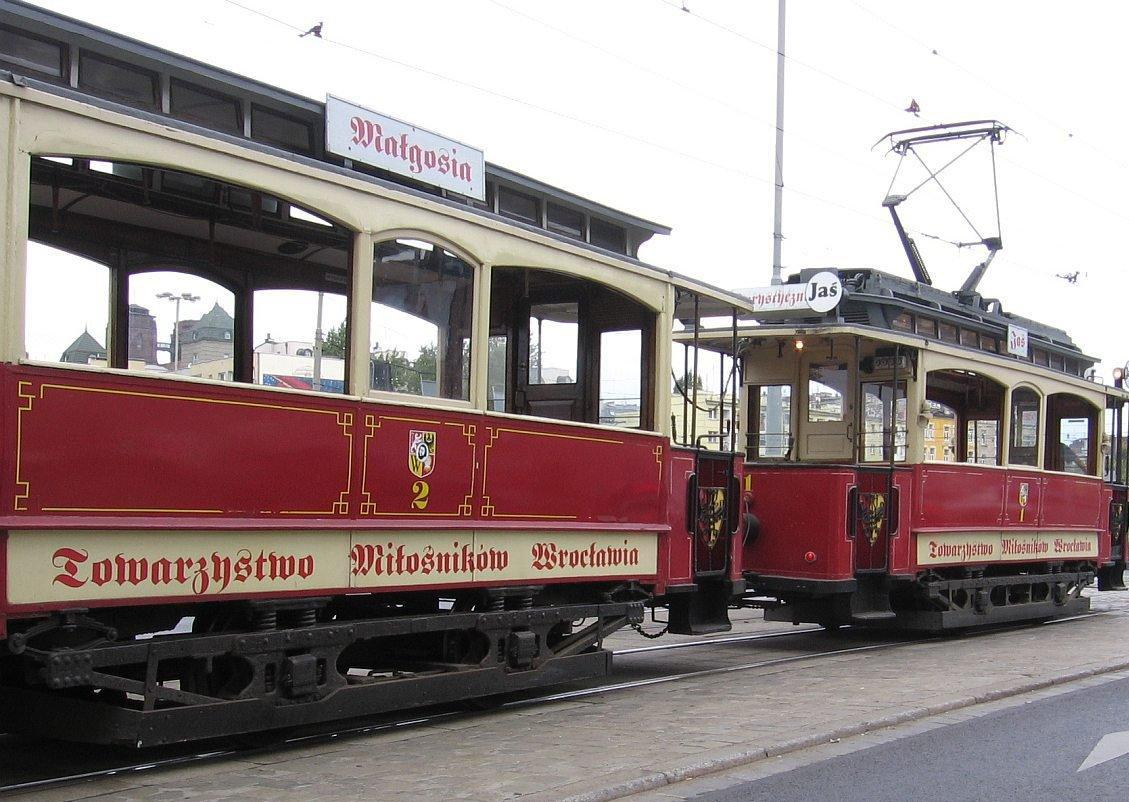
Tramwaj Jaś i Małgosia

Jaś i Małgosia – tramwaj turystyczny we Wrocławiu, użytkowany przez Towarzystwo Miłośników Wrocławia. Jest obiektem zabytkowym. Nazwa tramwaju nawiązuje do dwóch zabytkowych kamienic na wrocławskim rynku.

## Historia
Jaś i Małgosia to tramwaj typu Berolina. Tramwaje tego typu produkowano na przełomie wieków XIX i XX i eksploatowano we Wrocławiu i Berlinie do lat 30. XX w. Po wycofaniu używane były jako tabor gospodarczy. Dwa z tych wagonów, wyprodukowane w 1901 odbudowano po II wojnie światowej. Początkowo były pomalowane na kremowo-niebiesko, obecnie są w barwach czerwonych. Od 1970 „Jaś” eksploatowany jest jako pojazd turystyczny, a w 1972 dołączono do niego wagon doczepny „Małgosia”. W 2009 tramwaj uległ wypadkowi, na placu Grunwaldzkim zderzył się z liniowym tramwajem nr 74, w wypadku 9 osób odniosło rany. Na tory wrócił w 2011, a sąd przyznał właścicielowi, Towarzystwu Miłośników Wrocławia, 57 tys. zł odszkodowania. Tramwaj może zabrać jednorazowo do 50 pasażerów.